# Softpedia
Softpedia – strona internetowa indeksująca i dostarczająca informacje dotyczące oprogramowania. Zajmuje się także tematami ze źródeł zewnętrznych i wewnętrznych. Oferuje oprogramowanie i gry do pobrania oraz recenzje.
Strona jest dostępna w dwóch wersjach językowych – angielskiej i hiszpańskiej. Znajduje się na 541. pozycji w globalnym rankingu Alexa. Jej hasło promocyjne to Updated one minute ago („Zaktualizowano minutę temu”).